# Port lotniczy Batumi
Port lotniczy Batumi – międzynarodowy port lotniczy położony 2 km na południe od Batumi i 20 km na północ od Artvin (Turcja). Jest drugim co do wielkości portem lotniczym w Gruzji.

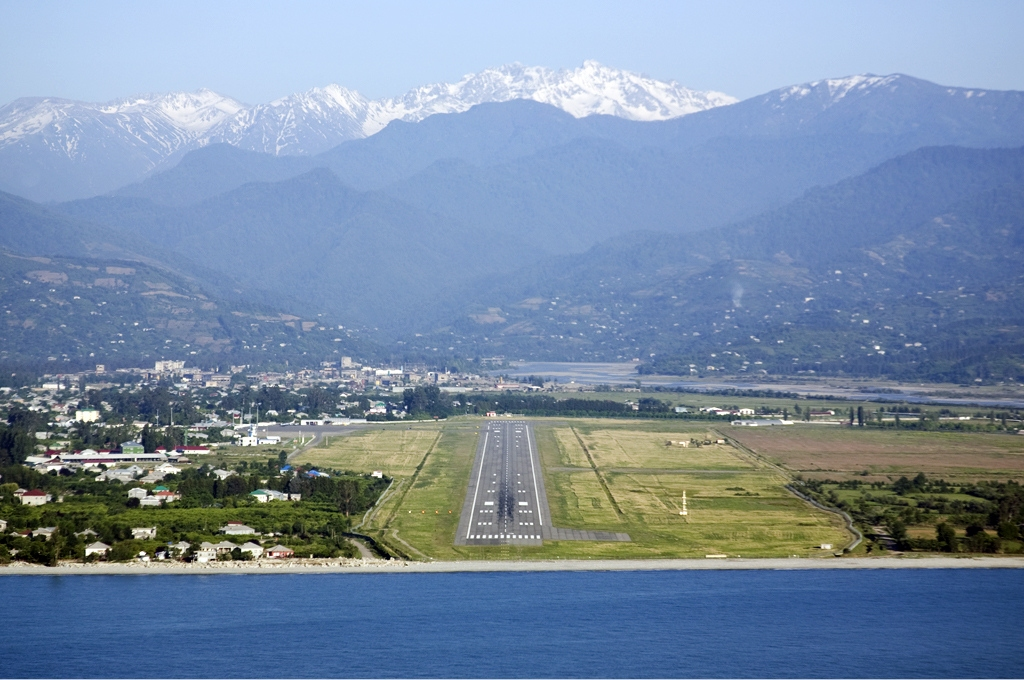
Widok lotniska od strony morza

## Kierunki lotów i linie lotnicze
| Linia lotnicza                  | Kierunek |
| ------------------------------- | --- |
| Air Astana                      | Sezonowo: 1. Ałmaty 2. Astana |
| Air Baltic                      | Sezonowo: 1. Ryga |
| Arkia Israel Airlines           | Sezonowo: 1. Tel Awiw |
| Armenian Airlines               | Sezonowo: 1. Erywań |
| Azerbaijan Airlines             | 1. Baku |
| Azimuth                         | 1. Moskwa-Wnukowo |
| Belavia                         | 1. Mińsk |
| Centrum Air                     | Sezonowo: 1. Taszkent |
| Flyadeal                        | Sezonowo: 1. Rijad |
| Flydubai                        | Sezonowo: 1. Dubaj |
| Flynas                          | Sezonowo: 1. Dammam 2. Dżudda 3. Rijad |
| GetJet Airlines                 | Sezonowe czartery: 1. Wilno |
| Iran Aseman Airlines            | Sezonowo: 1. Teheran-Imam Khomeini |
| Israir Airlines                 | Sezonowo: 1. Tel Awiw |
| Jazeera Airways                 | Sezonowo: 1. Kuwejt (od 27 maja 2025) |
| Jordan Aviation                 | 1. Amman |
| Pegasus Airlines                | 1. Stambuł-Sabiha Gökçen |
| Qeshm Air                       | Sezonowo: 1. Teheran-Imam Khomeini |
| Red Wings Airlines              | 1. Kazań 2. Niżny Nowogród (od 26 kwietnia 2025) 3. Moskwa-Domodiedowo 4. Moskwa-Żukowskij 5. Petersburg-Pułkowo 6. Samara 7. Ufa 8. Jekaterynburg |
| Saudia                          | Sezonowo: 1. Rijad |
| SCAT Airlines                   | Sezonowo: 1. Astana |
| SmartLynx                       | Sezonowe czartery: 1. Tallinn |
| Sun d’Or International Airlines | Sezonowo: 1. Tel Awiw |
| Turkish Airlines                | 1. Stambuł |
| Uzbekistan Airways              | Sezonowo: 1. Taszkent |
| Vanilla Sky Airlines            | 1. Natachtari |
| Varesh Airlines                 | Sezonowo: 1. Teheran-Imam Khomeini |
| Zagros Airlines                 | Sezonowo: 1. Teheran-Imam Khomeini |